# Jean Massieu
Jean Massieu (ur. 1772 w Semens w okolicy Cadillac (Żyronda), zm. 22 lipca 1846 w Lille) – francuski nauczyciel, pionier edukacji osób niesłyszących i niedosłyszących, pierwszy niesłyszący nauczyciel Głuchych, autor popularnej sentencji Wdzięczność jest pamięcią serca (fr. La reconnaissance est la mémoire du cœur).

## Życiorys
Urodził się w zamożnej rodzinie w wiosce Semens, w okolicy Cadillac (Żyronda). Jego ojciec był królewskim notariuszem. Jean był najmłodszym z sześciorga rodzeństwa (miał trzy siostry i dwóch braci). Wszystkie dzieci były niesłyszące – porozumiewały się gestami. Po zapisaniu do szkoły dla głuchoniemych, prowadzonej w Bordeaux przez ojca Sicarda, szybko nauczył się pisać i czytać w języku francuskim.
W roku 1789 Roch-Ambroise Sicard został dyrektorem szkoły dla głuchoniemych w Paryżu, założonej w roku 1755 przez jego zmarłego mistrza – twórcę francuskiego języka migowego nazywanego „ojcem głuchych”, ojca L’Épée (ustawą z 21–27 lipca 1791 szkołę podniesiono do rangi instytucji państwowej, współcześnie L'Institut National de Jeunes Sourds de Paris). Wyjeżdżając do Paryża zabrał ze sobą swojego głuchoniemego ucznia, a wkrótce asystenta, Jeana Massieu. Sicard podjął zadanie kontynuacji pracy zmarłego mistrza, ojca L’Épée – opracowywanie słownika znaków (Dictionnaire général des signes). Jego młody niesłyszący asystent, którego uczył czytania i pisania w języku francuskim, uczył swojego nauczyciela znaków języka migowego. Prawdopodobnie w tym okresie współpracy narodziła się znana sentencja wdzięcznego młodego ucznia:

Wdzięczność jest pamięcią serca

Gdy Sicard został aresztowany i uwięziony jako osoba podejrzana o sympatyzowanie z obalonym królem, Ludwikiem XVI i przewidywano wyrok kary śmierci, Jean Massieu zorganizował protest wychowanków Instytutu. Głusi studenci wystąpili przed sądem w obronie Sicarda, co okazało się skuteczne – został uwolniony.
W roku 1797 (okres panowania Dyrektoriatu, rok bitwy pod Rivoli) Massieu – wówczas 25-letni asystent Sicada – został nauczycielem niesłyszącego 12-letniego chłopca, Laurenta Clerca (1785–1869), przyszłego przyjaciela i współpracownika.
W marcu 1815 roku, po powrocie Napoleona z Elby (zob. 100 dni Napoleona), Sicard ze swoimi niesłyszącymi asystentami (Massieu i Clerc) wyjechał z Paryża do Anglii, gdzie przeprowadzał – z ich pomocą – wykłady i demonstracje opracowanych w paryskim instytucie metod nauczania głuchoniemych. W Londynie Sicard, Massieu i Clerc spotkali Thomasa Gallaudeta, zamierzającego utworzyć pierwszą szkołę dla niesłyszących w Stanach Zjednoczonych. Odbyli z nim liczne prywatne rozmowy oraz zaprosili go do swojego paryskiego instytutu. Rozmowy doprowadziły Clerca do podjęcia decyzji o wyjeździe do Ameryki, gdzie stał się inicjatorem i organizatorem rozwoju edukacji niesłyszących (utrzymywał kontakt ze swoim mentorem i przyjacielem).
Po śmierci ojca Sicarda (1822) Jean Massieu był uważany za jego naturalnego następcę na stanowisku dyrektora L'Institut National de Jeunes Sourds, jednak został zmuszony do rezygnacji i wyjazdu z Paryża (jest to wiązane ze skandalem obyczajowym z udziałem dwóch młodych dziewcząt). Został instruktorem, a następnie kierownikiem szkoły dla głuchych w Rodez. W następnych latach założył podobną szkołę w Lille – pierwszą szkołę dla głuchych w północnej części Francji (zob. Nord-Pas-de-Calais, Flandria).
Zmarł w Lille 22 lipca 1846 roku.

## Publikacje
- 1808 – Jean Massieu, Nomenclature ou Tableau general des Noms, des Adjectifs enonciatifs, actifs, ... : en francais et en anglais ; avec l'Alphabet grave des Sourds-Muets[23]
- 1815 – Jean Massieu, Laurent Clerc, Roch Ambroise Cucurron Sicard, Jean Henrique Sievrac, Andrés Daniel Laffon de Ladébat, Recueil des définitions et réponses les plus remarquables de Massieu et Clerc, sourds-muets, aux diverses questions quileur ontété faites dans les séances publiques de M. l'Abbé Sicard, à Londres: auquel on a joint l'alphabet manuel des sourds-muets, le discours d'ouverture de M. l'Abbé Sicard, et une lettre explicative de sa méthod[20][21]
- 1815 – A Collection of the Most Remarkable Definitions and Answers of Massieu and Clerc, Deaf and Dumb, to the Various Questions Put to Them, at the Public Lectures of the Abbé Sicard[24]

## Upamiętnienie
Jean Massieu został w roku 1999 patronem nowej szkoły dla głuchoniemych w Arlington (Teksas) – Jean Massieu Academy (JMA). Do Akademii są przyjmowane dzieci niesłyszące i niedosłyszące, oraz ich słyszące rodzeństwo i rówieśnicy. Nauczanie jest prowadzone z małych grupach, w trybie dwujęzycznym – w języku angielskim i amerykańskim języku migowym (ASL). Ten dwujęzyczny, integracyjny system edukacji sprzyja zmniejszeniu barier komunikacyjnych, występujących w środowisku życia absolwentów szkoły.